# Абаев, Ахсарбек Магометович
Ахсарбе́к Магоме́тович Аба́ев (14 декабря 1923 — 13 мая 1982) — командир отделения, Герой Советского Союза, участник Великой Отечественной войны.

## Биография
Родился в селе Христиановское Горской АССР (ныне город Дигора в Северной Осетии) в семье крестьянина. Осетин. Окончил семь классов Дигорской средней школы № 2. Работал в колхозе «Партизан».
В августе 1942 года призван в ряды Красной Армии. Воевал на Северо-Кавказском фронте. За боевые подвиги в ходе битвы за Кавказ, был награждён медалями «За боевые заслуги» и «За оборону Кавказа», повышен в звании до гвардии сержанта.
2 ноября 1943 года в ходе Керченско-Эльтигенской десантной операции в числе первых в подразделении высадился на Керченском полуострове. При подходе к высоте 63,0 продвижение десантников было остановлено шквальным пулемётным огнём. Гвардии сержант Абаев ползком пробрался в тыл противника и уничтожил пулемётчиков, после чего открыл огонь из трофейного пулемёта по врагу, чем посеял панику в стане неприятеля и способствовал захвату высоты. 3 ноября 1943 года командир отделения 6-го гвардейского стрелкового полка комсомолец гвардии сержант А. М. Абаев в бою за расширение плацдарма в районе селения Маяк (ныне в черте города Керчь) обойдя отходящее подразделение противника с фланга, пулемётным огнём отрезал ему пути отступления. Лично уничтожил 7 вражеских солдат и 2 взял в плен. В бою за удержание высоты 175,0 успешно отражал контратаки превосходящих сил немцев. В критический момент поднял бойцов врукопашную и опрокинул противника. Всего за два дня боёв гвардии сержант Абаев уничтожил 32 солдат неприятеля, в том числе 9 — в рукопашной схватке за высоту 175,0.
Указом Президиума Верховного Совета СССР от 16 мая 1944 года за мужество и героизм, проявленные при форсировании Керченского пролива, захвате и удержании плацдарма гвардии сержанту Ахсарбеку Магометовичу Абаеву присвоено звание Героя Советского Союза с вручением ордена Ленина и медали «Золотая Звезда» (№ 4934).
В 1945 году А. М. Абаев демобилизовался. В 1947 году окончил Орджоникидзевский железнодорожный техникум. Жил и работал в городе Дигора. Член КПСС с 1970 года. Умер 13 мая 1982 года.

## Память
- В городе Дигора Республики Северная Осетия — Алания установлен бюст Героя, его имя носит городская средняя школа № 3, на здании школы установлена мемориальная доска. Ещё одна памятная доска установлена на доме, где проживал А. М. Абаев. Одной из улиц города присвоено его имя.